# Juanito Gionzon
Juanito „Boy“ Gionzon (* 19. Januar 1962 in Navotas City) ist ein philippinischer Dartspieler.
Gionzon begann 1992 mit dem Dartsport und gewann bereits zahlreiche Turniere auf den Philippinen, darunter vier Nationale Turniere (Turniere mit einem Preisgeld von mindestens 75000 ₱) in den Jahren 2009 und 2010, wodurch er am 13. November 2010 den Titel eines Nationalen Meisters der Philippinen erhielt. Zurzeit ist er die Nummer drei der Rangliste des Nationalen Dartverbandes der Philippinen (NDFP).
Sein größter Erfolg war das Erreichen der Vorrunde bei der PDC World Darts Championship 2011, wo er dem US-Amerikaner Gary Mawson mit 1:4 unterlag. Er ist nach Rizal Barellano, Lourence Ilagan und Christian Perez der vierte philippinischer Dartspieler, der an einer Dart-Weltmeisterschaft teilnahm.

## Weltmeisterschaftsresultate

### PDC
- 2011: Vorrunde (1:4-Niederlage gegen  Gary Mawson)